# Images des mathématiques
Pour les articles homonymes, voir Image (homonymie).
Images des mathématiques (ou Images des maths) est un site web français édité par le CNRS et consacré à la vulgarisation en mathématiques. Il a pour but de montrer la diversité des mathématiques sous un aspect attractif. Il est sous-titré la recherche mathématique en mots et en images.
Il fait suite à plusieurs revues papier du même nom, publiées à différentes époques par le CNRS. 
Le comité de rédaction est dirigé par Aurélien Alvarez depuis 2019, après avoir été dirigé par Étienne Ghys de 2009 à 2014, puis Fabrice Planchon de 2015 à 2018. 